# 왕응린

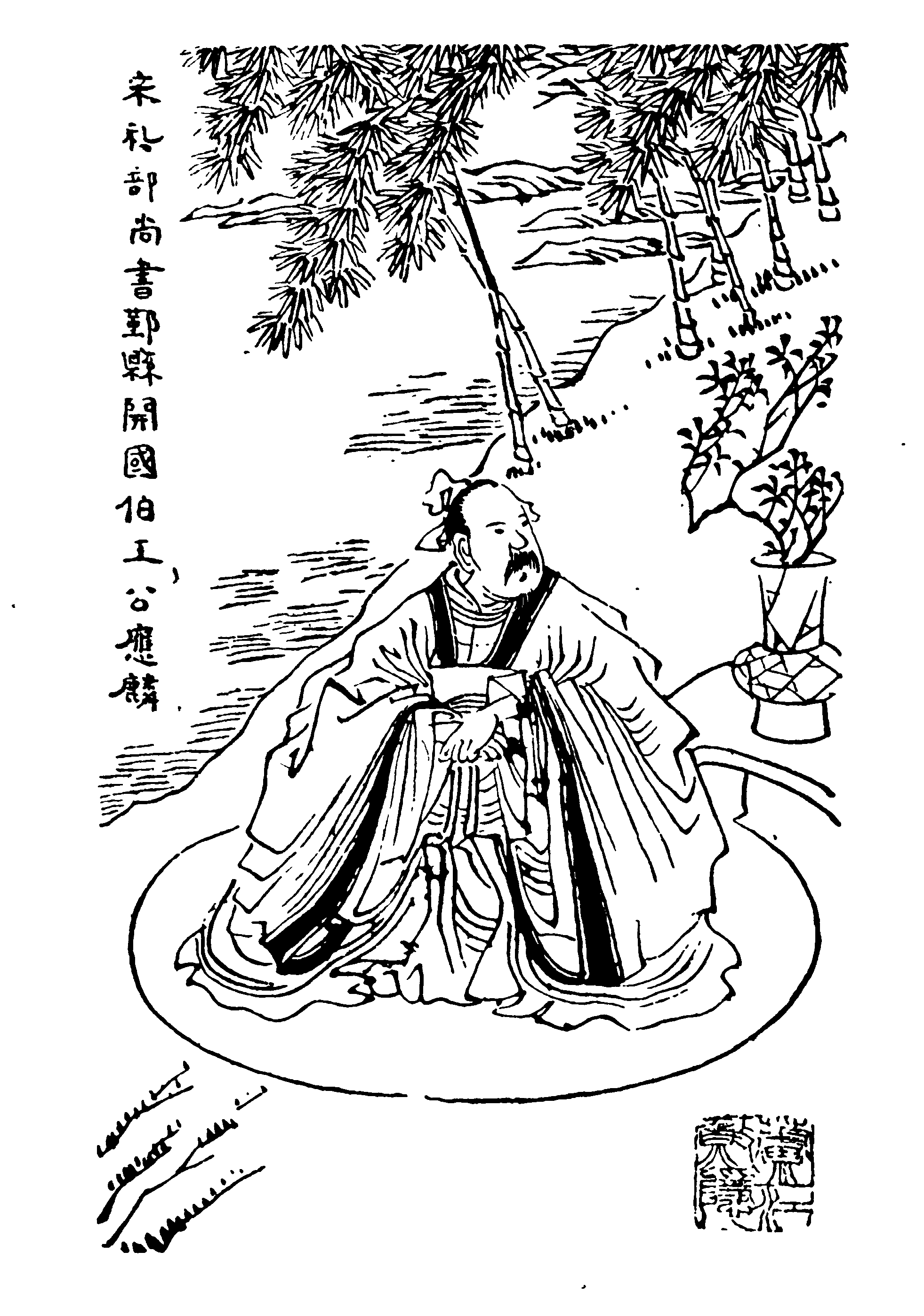

왕응린(王應麟, 1223년 ~ 1296년)은 남송시대의 유학자이다. 자는 백후(伯厚) 호는 심녕거사(深寧居士)이며 저서에 소학감주(小學紺珠)가 있다.